# San Cono (Rometta)
Pour les articles homonymes, voir San Cono.
San Cono est une frazione italienne, d'environ 600 habitants, de la commune de Rometta, dans la province de Messine, en Sicile.
Ce hameau est situé au-dessus de la commune, juste avant la colline.

## Histoire
Les origines du hameau de San Cono remontent aux années 1500. Il y avait alors, à Messine, une épidémie de peste et, selon certaines sources, les habitants de Rometta, pour éviter la contamination, ont construit deux églises à l'extérieur des murs de la ville : l'une sur la route de Messine (située dans la frazione de San Andrea) et l'autre au pied de la colline, sur la route de Milazzo, qu'ils dédièrent à San Cono, le saint qui guérit de la peste. Autour de cette seconde église, dédiée, en outre, à Maria Bambina, furent construites les premières maisons du village.
Après la Seconde Guerre mondiale, le village de San Cono s'est considérablement agrandi, et il est actuellement le plus peuplé de la partie collinaire de la ville, et cela, en raison des caractéristiques propres de la zone (terrain moins imperméable et possibilité de construire sans les contraintes du centre historique), qui ont permis un certain développement de la construction.

## Vues

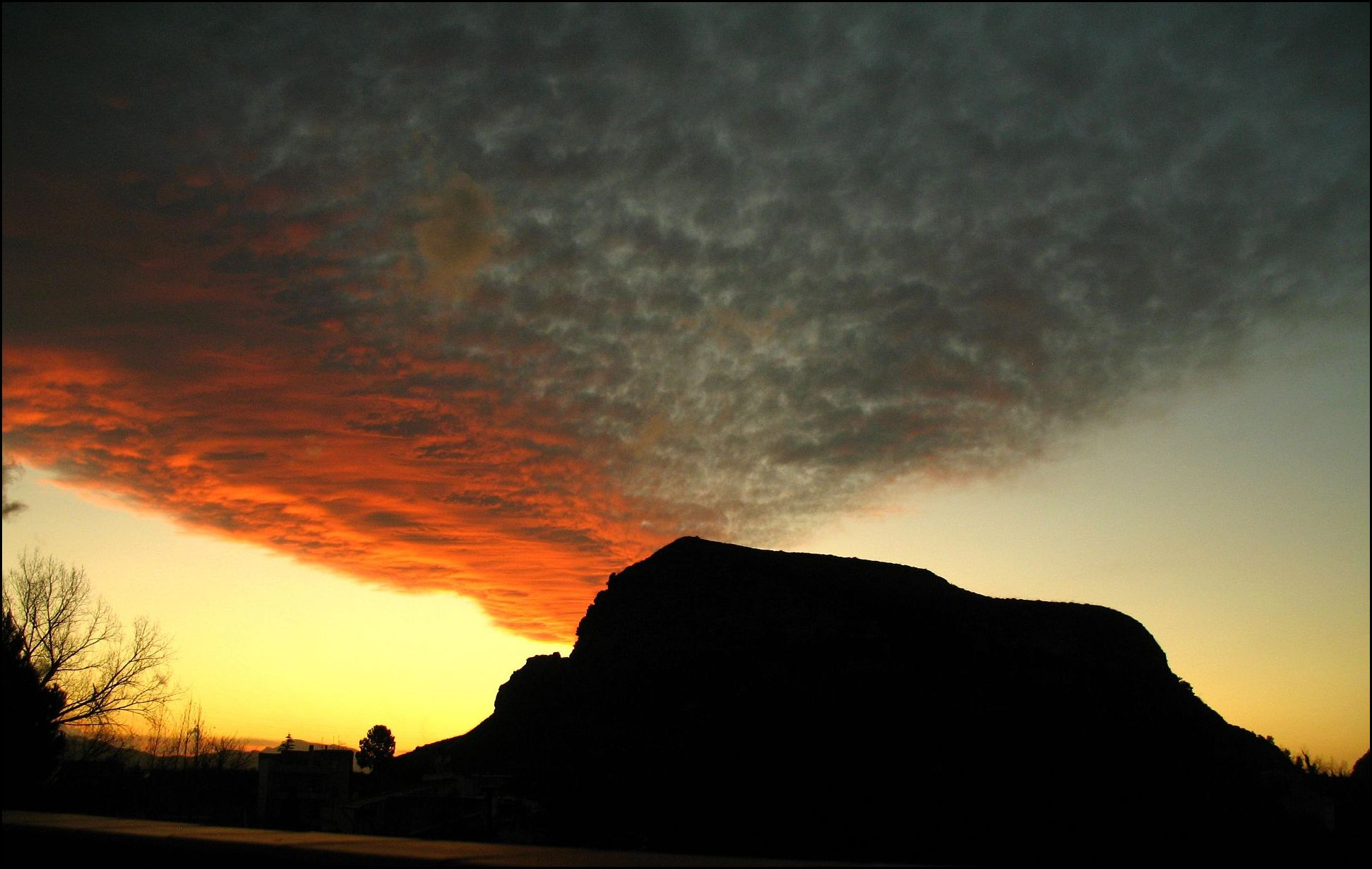
Motta (mont) soir
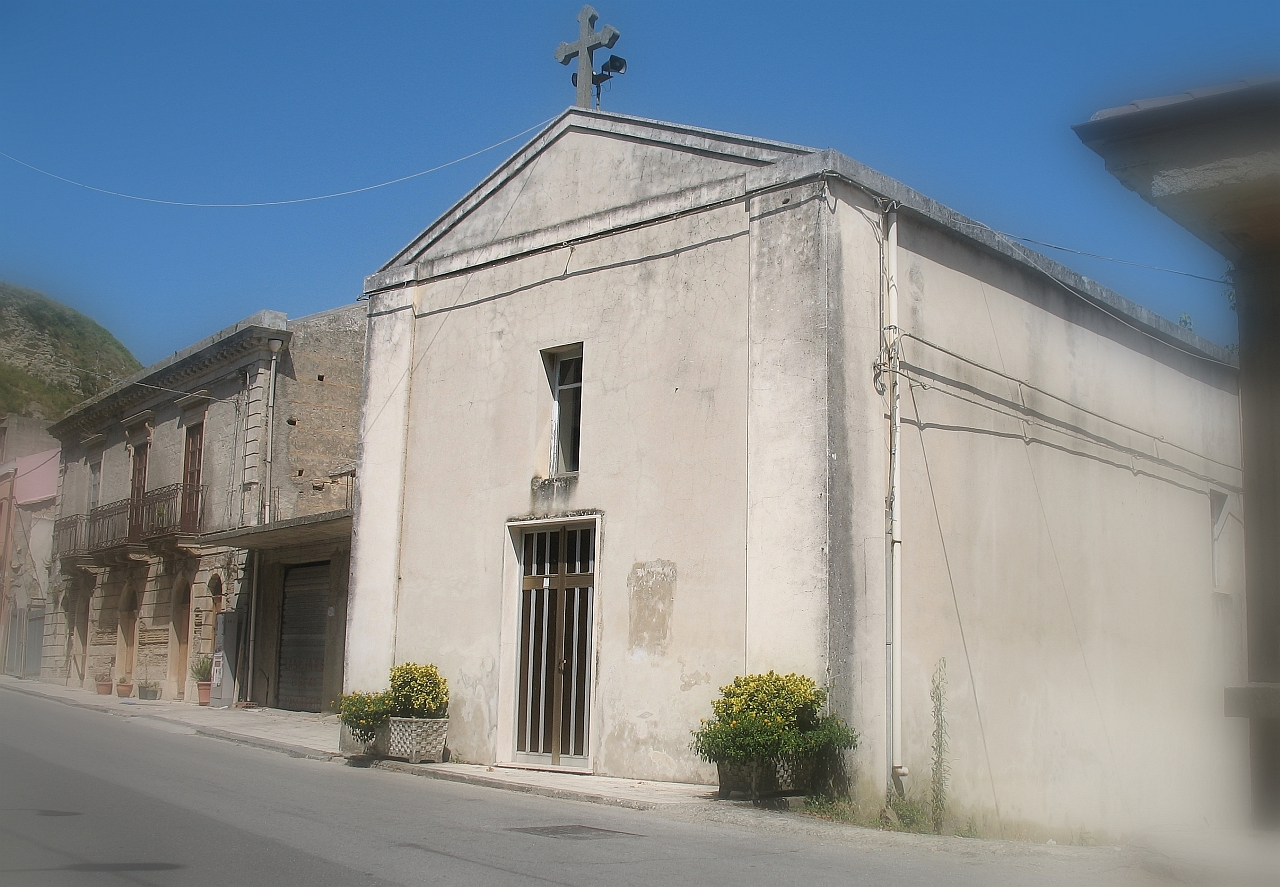
Église S. Anne
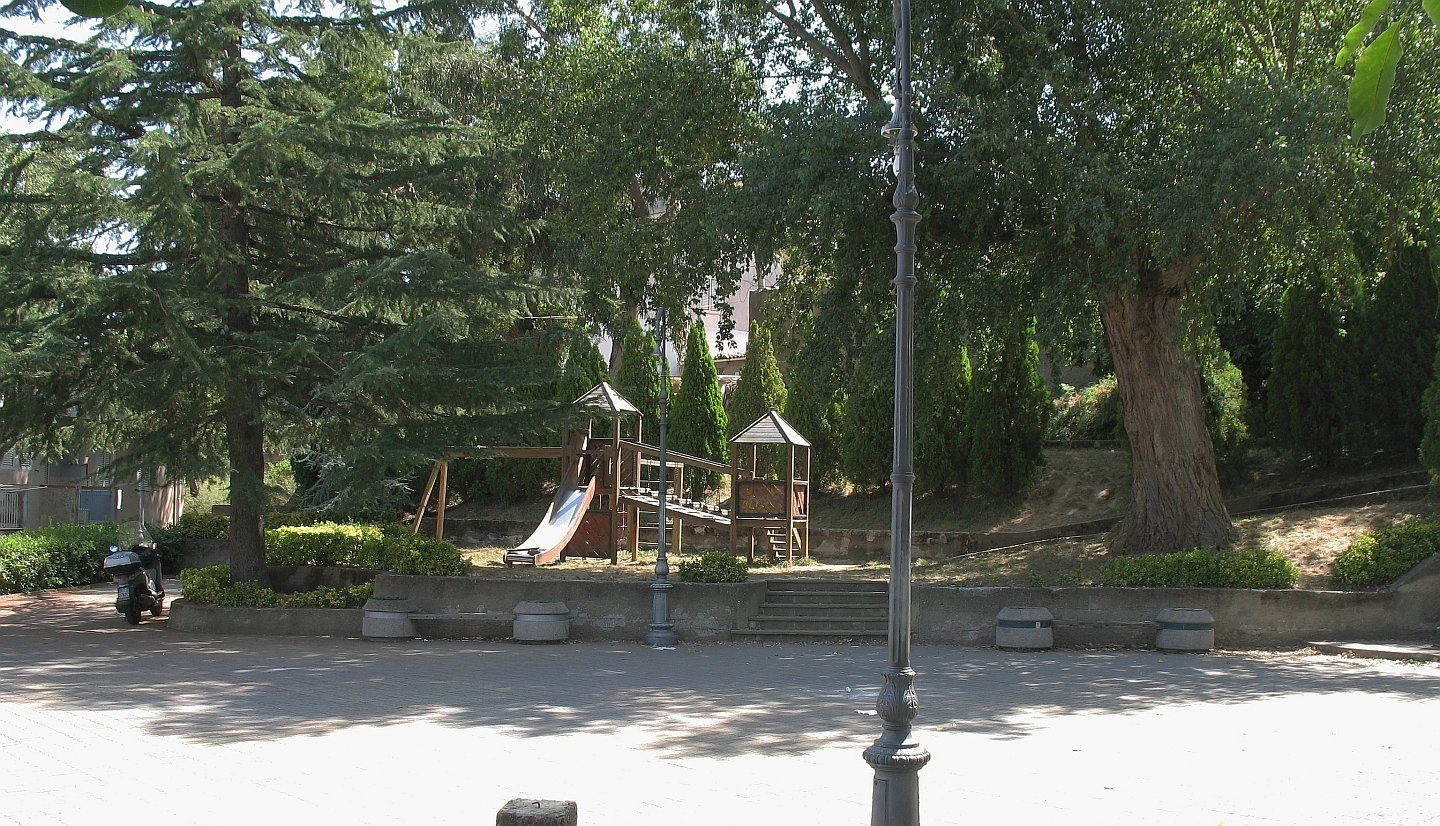
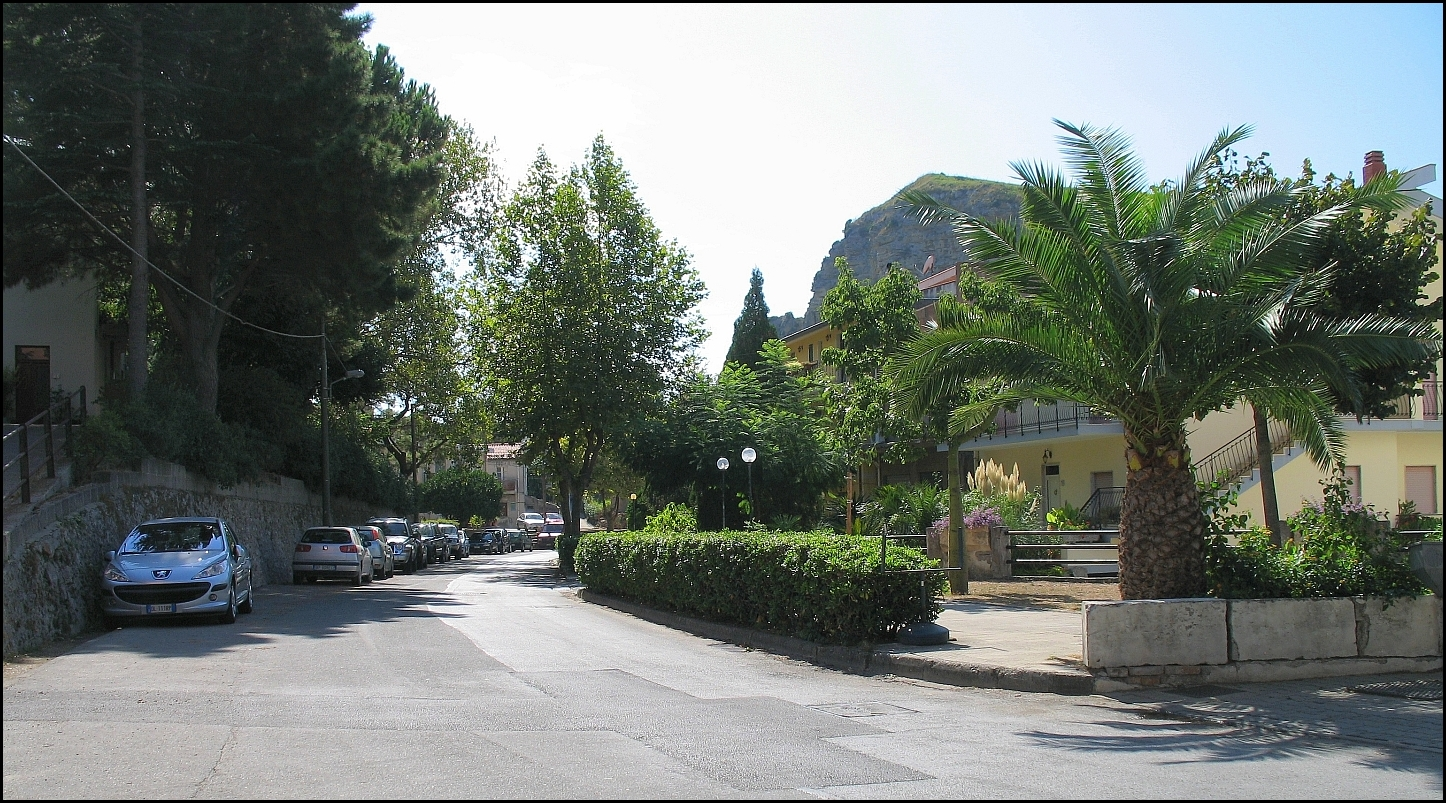
Un tratto della via principale

## Sources de traduction
- (it) Cet article est partiellement ou en totalité issu de l’article de Wikipédia en italien intitulé « San Cono (Rometta) » (voir la liste des auteurs).